# Mort Weisinger
Mortimer „Mort“ Weisinger (* 15. April 1915 in New York City; † 7. Mai 1978 in Great Neck, New York) war ein US-amerikanischer Comicautor und -herausgeber sowie Literaturagent. Weisinger wurde bekannt als Schöpfer von Comicfiguren bzw. -serien wie Aquaman, Green Arrow und Johnny Quick, sowie als jahrzehntelanger Chefredakteur der Comics um den Urvater aller Superhelden-Charakter, Superman.

## Leben
Weisinger wurde 1915 in den Washington Heights, einem Außenbezirk von New York City, als Sohn eines im Textilbereich tätigen Geschäftsmannes geboren. Seine Kindheit verbrachte er im New Yorker Stadtteil Bronx.
Gemeinsam mit seinen Freunden Julius Schwartz und Forrest J Ackerman rief Weisinger 1932 die Zeitschrift The Time Traveller ins Leben, eine Fan-Zeitschrift, die sich mit dem Science-Fiction-Genre befasste und die den selbstbewussten Untertitel Science Fiction’s Only Fan Magazine führte. Der Time Traveller enthielt neben Interviews mit arrivierten Autoren vor allem auch Schreibversuche der drei Macher.
Nach dem Besuch der High School begann Weisinger an der New Yorker Universität zu studieren, die er schließlich ohne Abschluss verließ, um als freischaffender Autor zu arbeiten. 1934 gründete er gemeinsam mit Schwartz den „Solar Sales Service“, die erste amerikanische Literatur-Agentur, die sich auf Science-Fiction- und Fantasy-Autoren spezialisierte. Zu den Klienten dieser Agentur zählten unter anderem Edmond Hamilton, Stanley G. Weinbaum, H.P. Lovecraft und Ray Bradbury, deren Arbeiten die Agentur an Verlage vermittelte.
1940 beendete Weisinger seine Arbeit bei „Solar Sales“ und heuerte als Editor bei dem Verlag „Standard Magazine“ an, einem der damals äußerst populären sogenannten „Pulp Magazine“. Dort koordinierte er Magazine wie die Science-Fiction-Reihe Thrilling Wonder Stories – in die er insbesondere auch Geschichten seiner früheren Klienten von Solar Sales einbaute – und die Zeitschriften Startling Stories und Captain Future. Als Autor schuf Weisinger zu dieser Zeit mit den von ihm erdachten Figuren Aquaman, Johnny Quick und Green Arrow bleibende Klassiker des Superhelden-Genres.
1941 übernahm Weisinger den Job des Chefredakteurs für die sogenannte „Superman“-Abteilung des DC-Verlages, die mit der Produktion der diversen Comicserien beauftragt war, die von den Abenteuern von Superman handelten, dem Urvater aller Superhelden-Charakter. In dieser Funktion lenkte Mayer – unterbrochen von seiner Tätigkeit als Sergeant bei der „Specia Servies“-Abteilung der US-Army während des Zweiten Weltkrieges – knapp neunundzwanzig Jahre lang, bis 1970, die Geschicke der Superman-Figur. Nachdem Weisinger diesen Job 1970 aufgab, übernahm sein alter Freund Julius Schwartz den Posten des Chefredakteurs der Superman-Comics.
Populäre Elemente, die während Weisingers Zeit als Chefredakteur der Superman-Comics in die Serien über den „Mann aus Stahl“ eingeführt wurden, waren unter anderem der Charakter von Supermans junger Cousine Supergirl, der Superhelden-Klub der Legion of Super-Heroes, der Super-Hund Krypto, sowie das Konzept der sogenannten „Imaginary Stories“, die in Traum- und Phantasiesequenzen „Was wäre wenn…?“-Geschichten erzählten, die solchen Fragen nachgingen wie „Was wäre, wenn Superman und Lois Lane heiraten würden?“ oder „Was wäre, wenn Superman Präsident der Vereinigten Staaten wäre?“, die in den regulären Superman-Geschichten – die einen festen Status quo besaßen, zu dem die Macher am Ende jeder Geschichte zurückkehren mussten – nicht erzählt werden konnte. Das häufigste Story-Element der „Weisinger-Ära“ waren indessen die Versuche der forschen Lois Lane, die Identität des von ihr verehrten Superman mit ihrem Reporterkollegen Clark Kent zu beweisen. Dieses Thema wurde unter Weisingers Regie zahllose Male variiert und endete immer auf dieselbe Weise: Mit einem Trick Supermans, der einen Versuch von Lois, ihn als Clark zu entlarven, ins Leere laufen lassen ließ und ihre These „Clark ist Superman“ scheinbar zu widerlegen schien, so dass sie am Ende der jeweiligen Geschichte in Zweifel darüber geriet, ob ihr Verdacht nicht vielleicht doch falsch gewesen sei – was indessen nichts an ihrer Absicht änderte, in einer der nächsten Geschichten Supermans Identität mit Clark erneut zu beweisen zu wollen. Das Ensemble der Serien, die Weisinger überwachte, umfasste schließlich auch Action Comics, Adventure Comics, Superman, Superman's Girl Friend Lois Lane, Superman's Pal Jimmy Olsen und World’s Finest Comics.
In den 1950er Jahren war Weisinger zudem als leitender Redakteur an der Fernsehserie The Adventures of Superman mit George Reeves beteiligt.

## Auszeichnungen
Zu den Preisen, die Weisinger für seine Arbeit erhielt, zählen unter anderem der National Cartoonists Society Award im Bereich Comic Book Division (1956), den Newspaper Panel Cartoon (1963), den Special Features Award (1965) und den Milton Caniff Lifetime Achievement Award (2000).

## Ehe und Familie
Aus Weisingers Ehe mit Thelma Rudnick (geschlossen am 27. September 1943) gingen eine Tochter und ein Sohn hervor.
| Personendaten    | Personendaten                                                      |
| ---------------- | ------------------------------------------------------------------ |
| NAME             | Weisinger, Mort                                                    |
| ALTERNATIVNAMEN  | Weisinger, Mortimer (vollständiger Name)                           |
| KURZBESCHREIBUNG | US-amerikanischer Comicautor und -herausgeber sowie Literaturagent |
| GEBURTSDATUM     | 15. April 1915                                                     |
| GEBURTSORT       | New York City                                                      |
| STERBEDATUM      | 7. Mai 1978                                                        |
| STERBEORT        | Great Neck, New York                                               |